# ФК Ночерина 1910
Омладински клуб Ночерина 1910 (итал. Associazione Sportiva Giovanile Nocerina 1910) је италијански фудбалски клуб из Ночере Инфериоре, места у Кампанији. Клуб је основан 1910. Ночерина тренутно игра у Серији Б, другом рангу италијанског фудбала, након што је у сезони 2010/11. у Лега Про, 1. дивизија заузела 1. место и по трећи пут у историји, после 1948. и 1979. године, ушла у Серију Б. Боје клуба су црвено-црне, а надимак Молоси (булдози).
Најзначајније утакмице у историји клуба су одигране 1996, када се Ночерина у осмини финала купа Италије састала са европским и интерконтиненталним прваком Јувентусом. У првом мечу је било 0:0, док је у реваншу на Деле Алпију у Торину Јувентус победио 2:1, иако је Ночерина водила са 1:0.

## Почетак
Омладински клуб Ночерина основан је 1. фебруара 1910. највише захваљујући Карлу Катапанију који је постао и први председник Ночерине. У почетку је Ночерина играла само пријатељске утакмице, све до 1921. године.

## Између два рата
1921. године у Риму је основан фудбалски савез јужне Италије. 1920-их и 30-их Ночерина је углавном играла у 1. и 2. регионалној дивизији, а у овим годинама су се развила и нека од традиционалних ривалстава Ночерине, пре свега са Кавезеом и Салернитаном. Прву званичну утакмицу Ночерина је одиграла 1921. године управо са Кавезеом и тријумфовала 3:1. У сезони 1929/30. клуб је водио легендарни Ернест Ербштајн који је четрдесетих предводио Велики Торино, све до велике Суперга авионске несреће 1949. године. У тој сезони Ночерина је освојила одлично 4. место у друштву клубова попут Палерма, Каљарија, Тернане, Месине.

## 40-е, 50-е и 60-е
Након Другог светског рата током којег није било активности у клубу следи врло успешан период Ночерине. У сезони 1946/47, Ночерина је у Серији Ц изборила пласман у финалну групу где је освојила прво место и пласирала се у Серију Б. Иако је сезона кренула сјајно (црвено-црни су у једном тренутку заузимали треће место), серија пораза довела је до испадања из лиге. Иако је Ночерина заузела 12. место, због реорганизације лига то није било довољно за опстанак. Након тога Ночерина је провела још 2 сезоне у Серији Ц, након чега испада и следи тежак период за клуб у којем се углавном играло у 4. и 5. рангу такмичења.

## 70-е и 80-е, Орсинијева и Виљанијева ера
70-их креће препород Ночерине, за који је можда и најзначајнију улогу имао харизматични председник Антонио Орсини. Орсини је поставио клуб на здраве ноге, а штафету је од њега преузео маркиз Луиђи Виљани за чијег председниковања је клуб доживео понајбоље резултате. 1970. изграђен је и нови стадион Сан Франческо, а у сезони 1972/73. коначно је остварен повратак у Серију Ц. У првој сезони заузето је 3. место што није било довољно за пласман у виши ранг, док је наредне сезоне једва обезбеђен опстанак у последњем колу. 
Сезона 1977/78. је била једна од најспектакуларнијих у историји Ночерине. Као циљ је постављено освајање 8. места које је гарантовало останак у Серији Ц, услед реорганизације лига. Међутим, Молоси су сезону завршили изједначени на првом месту са Катанијом, што је захтевало да се одигра додатна квалификациона утакмица. Утакмица је одиграна 18. јуна 1978. на неутралном терену у Катанцару. Утакмици је присуствовало 12.000 навијача Катаније и 5.000 навијача Ночерине. Иако је Катанија повела врло рано, Ночерина је направила преокрет и победом од 2:1 успела после 30 година да се пласира у Серију Б. Победа Ночерине је разбеснела навијаче Катаније који су покушали да нападну навијаче Ночерине, али је Молосима у помоћ притекло домаће становништво, те од тада датира пријатељство између Ночерине и Катанцара и њихових навијача. Након великог успеха, славље у Ночери је трајало више дана.
За сезону 1978/79. реновиран је Сан Франческо, тако да је могао да прими 15.000 гледалаца. Сезона је почела наступом у Купу. Ночерина се нашла у групи са славним Јувентусом, Фиорентином, Монцом и Тарантом. У Торину, Ночерина је повела са 1:0, али је Јувентус на крају славио са 3:1. 
Сезона у Серији Б није била успешна. Ночерина је завршила на 18. месту са 6 бодова мање од потребног броја бодова за опстанак. Иако су на Сан Франческу падали тимови као што су Сампдорија, Ђенова, Бари, Бреша, Чезена, слаб учинак на гостујућим теренима је довео до испадања и повратка у Серију Ц. Истовремено, клуб је почео да се сусреће са економским проблемима.
У сезони 1981/82. Ночерина је опет била на прагу Серије Б. Претпоследње коло је одиграно у доста нерегуларним условима. Утакмице Ночерине и Кампобаса који се такође борио за улазак у Серију Б су биле прекидане због инцидената. Шампионат је завршен, Ночерина и Кампобасо су били изједначени на 2. месту и очекивала се квалификациона утакмица за пласман у Серију Б. Међутим, руководство лиге је усвојило жалбу Кампобаса, а одбацило жалбу Ночерине и Кампобасо се нашао у Серији Б. Ова одлука је довела до невиђених нереда у Ночери. Школе су затворене, блокирани су ауто-путеви, железнички саобраћај, чак и чувени Ђиро д' Италија који је пролазио кроз Ночеру је био заустављен, али све је било узалуд.
Неправда која им се десила претходне сезоне имала је последице на наредну, коју је Ночерина завршила на последњем месту и тако се после 10 година нашла у 4. рангу такмичења. У наредним сезонама, Ночерина се углавном кретала између 3. и 4. лиге. У овом периоду за Ночерину је играо и будући италијански репрезентативац Анђело Ди Ливио. Сезона 1987-88. је била једна од најболнијих у историји клуба. Иако је сезона текла солидно, лоши резултати у последњим колима су проузроковали да Ночерина игра бараж и то после 10 година поново са Катанијом, али овог пута за опстанак у лиги. Меч је одигран у Козенци и Ночерина је поражена са 2:0. Међутим, пораз није значио испадање у Серију Ц2, четврту лигу, већ у шесту, због финансијских проблема. Уследио је најцрњи период у историји клуба.

## 90-е, Молоси против Зебри
После неколико неуспешних сезона, од сезоне 1992/93. креће нови успон Ночерине. За 2 сезоне, прескочена су 2 ранга такмичења и Ночерина се поново нашла у 4. лиги. Сезона 1994/95. није била ништа мање успешна од претходних. Након солидног, али ипак не баш и најбољег старта сезоне, у 7. колу је дошло до промене на клупи Ночерине, на коју је сео тада не много познати Луиђи Делнери. Сезона је завршена на првом месту, а у последњем колу на Сан Франческу 15.000 навијача је поздравило повратак у трећу лигу. У три године, Ночерина је прешла пут од 6. до 3. лиге. Чинило се да је још веће чудо могуће, јер је и следећу сезону Ночерина одиграла врло добро и завршила на трећем месту. Ипак, у полуфиналу плеј-офа, Асколи је био срећнији и спретнији и захваљујући победи на домаћем терену од 1:0 и ремију на Сан Франческу 0:0, отишао у финале плеј-офа.
Након ове сезоне клуб је напустио Дел Нери. Сезона 1996/97. остаће упамћена као једна од најуспешнијих у историји Ночерине иако је опстанак у лиги изборен тек после плеј-аута. Све снаге те сезоне биле су усмерене на Куп Италије. Након што су из даљег такмичења успели да избаце Пјаченцу и Перуђу жреб је био немилосрдан за Ночерину и доделио јој актуелног европског и интерконтиненталног првака Јувентус, предвођен Липијем, Дел Пјером и Вијеријем. Ночерина је као домаћин играла у Авелину. Пред 30.000 људи, резултат је био 0:0. Реванш је одигран на Деле Алпију. Иако је Ночерина повела 1:0, Јувентус је головима Монтера и аутоголом после шута Дел Пјера успео да спречи још једно велико изненађење.
Следеће сезоне на чело клуба долази Гамбардела. Одиграна је још једна добра сезона у првенству и заузето је 4. место. У полуфиналу плеј офа противник је био Гвалдо. Након победе од 2:0 на домаћем терену, Ночерина није смела да дозволи пораз од 2 гола разлике. У реваншу након полувремена било је 1:1. Међутим, Гвалдо головима у 77. и 92. минуту долази до жељеног резултата. Ипак, Ночерина одмах након поласка са центра постиже гол и обезбеђује улазак у финале, против Тернане коју је предводио некадашњи љубимац Молоса, Луиђи Делнери. Финале се играло на неутралном терену у Анкони. Тернана је након продужетака победила 1:0 и распршила снове о повратку у Серију Б након 20 година.
У следећој сезони плеј-оф је измакао за 1 бод, док је у сезони 1999/00. заПриступљено 8. место.

## 21. век, криза Ночерине
Нови миленијум је кренуо прилично лоше за Ночерину. У сезони 2000/01. Ночерина није на терену обезбедила опстанак у 3. лиги, међутим, захваљујући финансијским проблемима других екипа и следеће сезоне се такмичила у Серији Ц1. Ипак оно што је избегнуто претходне године, није се могло избећи следеће. Ночерина је у плеј-ауту поражена од Беневента и испала у 4. лигу. Амбиције за хитан повратак у 3. лигу су постојале, међутим на путу се у сезони 2002-03. испречио Катанцаро у плеј-офу. Финансијски проблеми у клубу су условљавали и слабији квалитет тима, те је Ночерина обично проглашавана за фаворита за пласман у виши ранг у наредним сезонама више била актер борбе за опстанак. У сезони 2006/07. Ночерина је у плеј-ауту поражена од Мелфија и тако се после дуго времена нашла у 5. лиги, Серији Д. Прва сезона у Серији Д је завршена на 3. месту, међутим у полуфиналу плеј-офа Ночерина је поражена од Сиракузе на Сан Франческу 0:1. 

## Сезона 2008/09.
У ову сезону Ночерина је ушла као један од главних фаворита за улазак у виши ранг. Ипак, потреси у клубу, делимичан бојкот навијача и лош учинак на гостујућим теренима су спречили директну промоцију у 4. лигу. Ноћерина је заузела 2. место иза Бриндизија те се поново нашла у плеј-офу. У врло компликованом систему плеј-офа у којем учествује чак 36 екипа Ноћерина је успела да изађе као коначни победник те од сезоне 2009/10. поново наступа у 4. лиги. 

## Сезона 2009/10.
После 2 сезоне проведене у 5. лиги Ночерина се вратила у 4. лигу, бившу серију Ц2, која се сад назива Лега про, друга дивизија. Ноћерина је ове сезоне наступала у групи Б, претежно са тимовима из средње Италије. Иако је по правилу увек играла у групи Ц, потенцијални сукоби навијача са локалним ривалским групама су приморали руководство лиге на такву одлуку. Ночерина је играла променљиво у овој сезони, завршивши на крају на 13. месту. Међутим, због финансијских проблема који су задесили многе тимове из друге и треће лиге, Ночерини се указала шанса да се такмичи у првој дивизији Лега про, односно 3. лиги. С обзиром на солидан финансијки положај и полагање гаранција, прихваћена је кандидатуре Ночерине да се у наредној сезони такмичи у вишем рангу такмичења.

## Сезона 2010/11.
Након осам година од ове сезоне се Ночерина поново обрела у 3. рангу такмичења. Као нови тренер је постављен Гаетано Аутери који је у прошлости имао солидне резултате са тимовима из јужне Италије. Тим је потпуно реновиран, тако да је из прошлогодишње екипе остало свега неколико играча. Као циљ је постављен опстанак и стабилизација клуба на свим нивоима. Међутим, након одличног старта сезоне, амбиције су порасле, тако да се Ноћерина наметнула као најозбиљнији кандидат за улазак у Серију Б. У 31. колу, одиграном 23. априла 2011. године Ночерина је победом у Фођи математички обезбедила повратак у Серију Б након 33 године.

## Навијачи
Навијачи Ноћерине спадају међу најватреније навијаче у јужној Италији. Популарни Молоси су кроз историју били уз тим како у успешним, тако и у оним мање срећним сезонама. Налазе се на јужној трибини стадиона Сан Франческо. Пред почетак сезоне 2010.-2011. у којој је обележен повратак у 3.ранг такмичења и у којој се прославља 100 година клуба продато је око 5000 годишњих карата.

### Пријатељски односи

##### Братство
- Турис

##### Пријатељства
- Потенца
- Катанцаро
- Авелино
- Ангри
- Казарано

Са навијачима Козенце постојало је снажно пријатељство (у прошлости чак и братство), међутим оно је прекинуто 13. марта 2011. након напада навијача Козенце на навијаче Ноћерине током првенствене утакмице.

### Ривалства

##### Велика ривалства
- Салернитана
- Кавезе
- Паганезе
- Савоја
- Беневенто
- Јуве Стабија

##### Мања ривалства
- Андрија
- Таранто
- Бриндизи
- Фођа
- Фрозиноне
- Тернана
- Латина
- Мелфи
- ФК Леће
- Казертана
- ФК Палермо
- ФК Катанија
- Матера
- ФК Асколи